# Fillipe Soutto
Fillipe Soutto Mayor Nogueira Ferreira (Belo Horizonte, 11 marzo 1991) è un calciatore brasiliano, centrocampista del Betim Futebol.

## Caratteristiche tecniche
È un difensore centrale.

## Carriera
Cresciuto nelle giovanili dell'Atlético Mineiro, ha esordito in prima squadra il 30 settembre 2010 in occasione del match di campionato pareggiato 0-0 contro il Ceará.